# Радіонов Артем Миколайович
Артем Миколайович Радіонов (нар. 3 вересня 1983, Суми, УРСР) — український футболіст, захисник, зараз — дитячий тренер.

## Клубна кар'єра
Вихованець ДЮСШ «Зміна» (Суми), перший тренер — Костянтин Зінов'єв. У ДЮФЛУ зіграв 19 матчів та відзначився 4-а голами. у сезоні 2000/01 років виступав за аматорський футзальний клуб «Сумигаз» (Суми). У 2001 році в аматорському чемпіонаті України захищав кольори «Європи» (Прилуки) та краснопільського «Явора». Влітку 2001 року перейшов у сумський «Спартак-Горобину». Дебютував у футболці «спартаківців» 22 липня 2001 року в переможному (3:1) домашньому поєдинку 1-о туру групи В Другої ліги проти запорізького «Торпедо». Артем вийшов на поле в стартовому складі та відіграв увесь матч. Дебютним голом у футболці «Спартака» відзначився 30 квітня 2002 року в переможному (2:1) виїзному поєдинку 25-о туру групи В Другої ліги проти іншого сумського клубу, Фрунзенець-Ліга-99. Радіонов вийшов на поле на 83-й хвилині, замінивши Володимира Чалого. У складі «спартаківців» у чемпіонаті України зіграв 10 матчів та відзначився 2-а голами. Наступний сезон також розпочав у «Спартаку», але зігравши 1 матч, вже в серпні 2002 року перейшов у «Явір». У футболці краснопільського клубу дебютував 10 серпня 2002 року в нічийному (0:0 в основний час, та переможному в серії післяматчевих пенальті) поєдинку 1/32 фіналу кубку України проти «Системи-Борекс». Артем вийшов на поле в стартовому складі, а на 118-й хвилині його замінив Андрій Пацюк. У другій лізі в футболці «Явора» дебютував 18 серпня 2002 року в програному (0:2) виїзному поєдинку 3-о туру групи В проти луганської «Зорі». Радіонов вийшов на поле в стартовому складі, на 58-й хвилині отримав жовту картку, а на 62-й хвилині його замінив Андрій Пацюк. Єдиним голом у футболці краснопільського клубу відзначився 28 квітня 2003 року на 2-й хвилині нічийного (1:1) виїзного поєдинку 20-о туру групи В Другої ліги проти «Авангарда-Індустрії». Артем вийшов на поле в стартовому складі та відіграв увесь матч. У сезоні 2002/03 років зіграв у Другій лізі 22 матча (1 гол), ще 2 поєдинки провів у кубку України.
Влітку 2003 року перейшов у «Ворсклу-2». Дебютував у другій команді «ворсклян» 2 серпня 2003 року в нічийному (2:2) виїзному поєдинку 2-о туру групи В Другої ліги проти київського «Арсеналу-2». Радіонов вийшов на поле в стартовому складі та відіграв увесь матч. Єдиним голом у футболці другої команди полтавців відзначився 5 вересня 2004 року в нічийному (4:4) поєдинку 5-о туру групи В Другої ліги проти димитровського «Уголька». Артем вийшов на поле в стартовому складі та відіграв увесь матч. У складі «Ворскли-2» у Другій лізі зіграв 38 матчів та відзначився 1 голом. У сезоні 2004/05 років був у заявці на сезон й у першій команді «Ворскла», але в її складі на поле не виходив. Натомість зіграв 1 поєдинок за «Ворсклу» в першості дублерів.
У 2005 році повернувся до «Спартака-Горобини». Дебютував у футболці сумського колективу 22 березня 2005 року в програному (1:2) виїзному поєдинку 18-о туру Першої ліги проти вінницької «Ниви». Артем вийшов на поле на 70-й хвилині, замінивши Богдана Пархома. У складі вінничан у Першій лізі зіграв 8 матчів.
Напередодні початку сезону 2005/06 років підсилив дніпродзержинську «Сталь». Дебютував у футболці «сталеварів» 30 березня 2006 року в програному (0:1) домашньому поєдинку 21-о туру Першої ліги проти київського ЦСКА. Артем вийшов на поле на 46-й хвилині, замінивши Ярослава Гутнікевича. У складі «Сталі» в Першій лізі зіграв 46 матчів, ще 5 поєдинків провів у кубку України. У сезоні 2007/08 років відправився в піврічну оренду до харківського «Геліоса». Дебютував у футболці харківського клубу 18 березня 2008 року в програному (0:2) виїзному поєдинку 20-о туру Першої ліги проти сімферопольського «ІгроСервіса». Радіонов вийшов на поле в стартовому складі та відіграв увесь матч. У команді з Харкова зіграв 13 матчів, після завершення орендної угоди повернувся до Дніпродзержинська, але вже незабаром підписав повноцінний контракт з «Геліосом», де відіграв наступні два з половиною сезони своєї кар'єри. У Першій лізі зіграв ще 61 матч, ще 3 поєдинки провів у кубку України.
Наприкінці березня 2011 року повернувся до рідного міста, де підписав контракт з ФК «Сумами». Дебютував у футболці «городян» 16 квітня 2011 року в переможному (2:0) виїзному поєдинку 15-о туру групи А Другої ліги проти «Єдності» (Плиски). Артем вийшов на поле в стартовому складі та відіграв увесь матч. У команді відіграв півтора сезону, після цього рік провів в аматорському сумському клубі «Барса». Наприкінці липня 2013 року повернувся до «Сум», але в першій частині сезону зіграв лише в 3-х матчах чемпіонату та 1-му в рамках кубку України. Загалом же в складі «Сум» у чемпіонаті України зіграв 35 матчів, ще 4 поєдинки провів у кубку України. У 2014 році виступав в аматорському клубі Агробізнес TSK. З 2015 по 2016 рік захищав кольори

## Кар'єра тренера
З переходом до «Вікторії» (Миколаївка) будучи футболістом виконував також функції головного тренера клубу. Працює тренером-викладачем у команді U-10 «Барси».

## Освіта
Закінчив Сумський Державний педагогічний університет.